# Änglar över Broadway
Änglar över Broadway (engelska: Angels Over Broadway) är en amerikansk långfilm från 1940 i regi av Ben Hecht och Lee Garmes, med Douglas Fairbanks Jr., Rita Hayworth, Thomas Mitchell och John Qualen i rollerna. Ben Hecht, som både regisserade, producerade och skrev manus, blev Oscarsnominerad för bästa originalmanus.

## Handling
Charles Engle (John Qualen) har blivit påkommen med att förskringa pengar. Han skriver ett självmordsbrev och ger sig deprimerad ut på stan. Engles vän Gene Gibbons (Thomas Mitchell) hittar brevet och ger sig också ut i hopp om att hjälpa Engle att få tillbaka sina pengar. På sin jakt efter pengar får de oväntat hjälp av en showgirl (Nina Barona) och en småfifflare (Douglas Fairbanks Jr.).

## Rollista
| Douglas Fairbanks Jr. | – Bill O'Brien  |
| Rita Hayworth         | – Nina Barona   |
| Thomas Mitchell       | – Gene Gibbons  |
| John Qualen           | – Charles Engle |
| George Watts          | – Joseph Hopper |
| Ralph Theodore        | – Dutch Enright |
| Eddie Foster          | – Louie Artino  |
| Jack Roper            | – Eddie Burns   |
| Constance Worth       | – Sylvia Marbe  |

## Utmärkelser

### Nomineringar
- Oscar: Bästa originalmanus (Ben Hecht)